# 馬庫斯·伯梅
馬庫斯·伯梅（德語：Marcus Böhme；1985年8月25日—）是一位德國排球運動員。他現在效力於土耳其排球聯賽球隊Fenerbahçe Grundig。他是德國國家排球隊的一員，代表德國參加了2014年世錦賽獲得銅牌。